# Manuel António de Carvalho
Manuel António de Carvalho ComTE (Mirandela, Carvalhais, 31 de Maio de 1785 – Alenquer, 18 de Dezembro de 1858), 1.º Barão de Chanceleiros, foi um jurista, magistrado e político português que, entre outras funções, foi deputado às Cortes, Par do Reino, Ministro da Fazenda e Ministro da Justiça.

## Biografia
Formado bacharel em Direito pela Universidade de Coimbra, foi habilitado pelo Tribunal do Desembargo do Paço para exercer os lugares da Magistratura e foi Desembargador Extravagante da Casa e Relação do Porto. Recebeu as honras de Conselheiro de Estado, Ministro e Secretário de Estado Honorário. Foi Comendador da Ordem Militar da Torre e Espada, do Valor, Lealdade e Mérito e condecorado com as medalhas de quatro campanhas da Guerra Peninsular.